# Cymbidium suavissimum
Cymbidium suavissimum är en orkidéart som beskrevs av Henry Frederick Conrad Sander och C.H.Curtis. Cymbidium suavissimum ingår i släktet Cymbidium, och familjen orkidéer. Inga underarter finns listade i Catalogue of Life.